# Urban Cowboy (кантри)
Urban Cowboy (с англ. — «городской ковбой») — тренд в кантри, развившийся на волне успеха одноимённого фильма. Характеризуется взрывом массового интереса к этому жанру в 1980—1982 годах, усилением поп-влияний в его звучании и возрождением моды на стиль вестерн в одежде исполнителей Входит в число движений/поджанров кантри, наряду с аутло-кантри, прогрессив-кантри, альт-кантри и прочими. Музыкально является производным от кантри-поп. Популярными на пике «городского ковбоя» были такие артисты как Джейни Фрики, Сильвия, Рэйзи Бейли, Эрл Томас Конли и Ти Джи Шеппард. Будучи по своей сути поп-кроссовером, данный тренд стал одним из последних отголосков Нэшвилл-саунда и к середине 1980-х годов сменился противоположной тенденцией — новым традиционализмом.

## Начало
После успеха кинофильма «Городской ковбой», ночные клубы променяли зеркальные диско-шары на механических быков. Место самого диско в их репертуаре заняли мелодии вроде «Cotton-Eyed Joe». Танцам в стиле тустеп / лайн-дэнс под эту композицию бары посвящали целые вечера. Также её часто записывали артисты и в итоге она послужила для нового тренда своеобразным лейтмотивом. Сапоги, синие джинсы и ковбойские наряды в то время превратились в последний писк моды. Популярность фильма обеспечила прорыв в карьерах снявшихся и прозвучавших в нём исполнителей Мики Гилли и Джонни Ли, породив в США общенациональный ажиотаж вокруг музыки кантри. Саундтрек картины, включавший помимо работ Гилли, Ли и Чарли Дэниелса песни рок-музыкантов с кантри-влияниями (таких как The Eagles, Линда Ронстадт и Бонни Рэйтт), стал платиновым, а сольная пластинка Ли под названием Lookin’ for Love (1980) получила золотой статус. На Мьюзик-Роу решили удовлетворить этот неожиданный спрос и создать кантри-звучание, привлекательное для самой широкой публики.

## Пик
Результатом популярности фильма стал почти полный отказ кантри-индустрии от южных, рабочих и сельских традиций жанра в пользу исполнителей, пригодных для поп-формата Adult Contemporary — Джейни Фрики, Сильвии, Рэйзи Бейли, Эрла Томаса Конли, Ти Джи Шеппарда и других восходящих звёзд того времени. В итоге последовала серия однотипных релизов, копировавших танцевальное и ориентированное на горожан звучание саундтрека картины, также получивших обобщённое название «городской ковбой». Все перечисленные музыканты сумели тогда выпустить синглы № 1, а у Сильвии и Фрики была короткая череда золотых и платиновых альбомов. Такие артисты как Кенни Роджерс, Долли Партон, Барбара Мандрелл и Кристал Гейл на волне свежего тренда в начале 1980-х годов тоже смогли записать крупные хиты.
Популярность новой стилистики обеспечила музыке кантри период наибольшего на тот момент кросс-жанрового успеха. Её продажи в 1980 году по сравнению с 1979-м подскочили на 24 %. Доля на рынке выросла с 10 % в конце 1970-х годов до 15 % к 1982 году. Вдобавок тренд «городского ковбоя» возродил в мейнстриме кантри моду на одежду в стиле вестерн. В отличие от возникшего позднее скромного и элегантного имиджа новых традиционалистов, в этих нарядах преобладал полиэстер и образ нацеленный на массовую аудиторию по аналогии с фильмом. Параллельно «городской ковбой» породил очередные дебаты о том, ведёт ли стремление музыки кантри к широкой популярности, особенно за счёт добавления элементов диско и прочих современных течений, к потере её уникальности.

## Закат
Успех «городского ковбоя» оказался скоротечным. Выродившись со временем в неудачный гибрид, который не был ни добротным кантри, ни качественной поп-музыкой, он в итоге не удовлетворял поклонников ни того, ни другого. Случайная публика, которая бросала новые тренды столь же быстро как и подхватывала, тоже схлынула по мере перенасыщения рынка. К 1983 году продажи кантри вернулись на уровень конца 1970-х, а ещё через пару лет журнал Variety на своей обложке уже констатировал их обвал, написав, что «городскому ковбою» точно пришёл конец. Аналогичные материалы опубликовали издания The New York Times и The Times, и многие заговорили о крахе всей кантри-индустрии. Последняя однако вышла из положения, устремившись в совершенно иную сторону — к середине 1980-х годов на смену «городскому ковбою» развилось движение новых традиционалистов во главе с такими артистами как Рики Скэггс, Джордж Стрейт и Рэнди Трэвис.